# Sinfonia n. 4 (Mozart)
La Sinfonia n. 4 in re maggiore K 19 di Wolfgang Amadeus Mozart fu composta a Londra durante il Grand Tour della sua famiglia nel 1765, quando il compositore aveva appena 9 anni.

## Storia
Nonostante la partitura autografa sia andata perduta, le varie parti trascritte dal padre Leopold Mozart sono invece conservate alla Bayerische Staatsbibliothek di Monaco di Baviera. Si sa oggi che le prime sinfonie del giovane Mozart furono rappresentate in concerti pubblici all'Haymarket Theatre di Londra. È quindi possibile che queste parti fossero state scritte per una di queste rappresentazioni pubbliche, anche se Neal Zaslaw sostiene che la sinfonia fu composta, o almeno completata, a L'Aia.

## Struttura
L'opera prevede parti per due oboi, due corni in Re e archi.
Sono presenti 3 movimenti, secondo le consuetudini del primo Classicismo:
1. Allegro, 4/4
2. Andante, 2/4
3. Presto, 3/8